# Will Brooks
Willie Love Brooks (Chicago, Illinois; 8 de octubre de 1986) es un artista marcial mixto estadounidense que actualmente compite en la categoría de peso ligero en Professional Fighters League. También compitió en la Ultimate Fighting Championship.

## Carrera de artes marciales mixtas

### Inicios
Brooks hizo su debut profesional en el MMA en enero de 2011. Compitió exclusivamente en Illinois y rápidamente acumuló un récord invicto de 7-0 en los dos primeros años de su carrera.

### DREAM
A finales de 2012, Brooks recibió la mayor oportunidad de su carrera como fue invitado a Japón por la organización DREAM. Se enfrentó al experimentado veterano Satoru Kitaoka en Dream 18 el 31 de diciembre de 2012. A pesar de ser un underdog pesado, Brooks dominó la lucha y ganó vía TKO en la segunda vuelta.

### Bellator MMA
Después de su impresionante debut internacional, Brooks fue rápidamente firmado por Bellator Fighting Championships en enero de 2013.
Para su debut, Brooks entró en el Torneo Ligero de Bellator. Se enfrentó a Ricardo Tirloni en la ronda de apertura en Bellator 87 y ganó la pelea por decisión unánime. Se enfrentó a Saad Awad en las semifinales y perdió por KO en la primera ronda.
Tras la primera derrota de su carrera, Brooks rebotó con una victoria sobre Cris Leyva en Bellator 97 el 31 de julio de 2013.
En el otoño de 2013, Brooks entró en el torneo Bellator Season 9 Lightweight. Se enfrentó al veterano John Alessio en los cuartos de final el 27 de septiembre de 2013 en Bellator 101. Ganó la pelea en forma dominante por decisión unánime.
Brooks tuvo una revancha con Saad Awad en la ronda semifinal y dominó la lucha por las tres rondas, ganando una victoria por decisión unánime.
Brooks se enfrentó a Alexander Sarnavskiy en la final. Él ganó la lucha a través de la decisión unánime dominante para ganar un tiro del título futuro en el título ligero.
El 17 de mayo de 2014, Brooks enfrentó a Michael Chandler que sustituía al campeón lesionado Eddie Álvarez en Bellator 120 para el campeonato ligero interino de Bellator. Ganó por decisión dividida para convertirse en el Campeonato Ligero de peso ligero interino.
Con el campeón ligero de Bellator Eddie Álvarez dejando la promoción, Brooks enfrentó a Michael Chandler en una revancha en Bellator 131 el 15 de noviembre de 2014 por el vacante campeonato ligero de Bellator. Ganó la lucha a través de TKO en la cuarta ronda para convertirse en el indiscutible campeón de peso ligero de Bellator.
Brooks hizo su primera defensa del título contra el retador Dave Jansen tan esperado en el Bellator 136 el 10 de abril de 2015. Ganó la pelea por decisión unánime.
Brooks hizo su segunda defensa contra Marcin Held el 6 de noviembre de 2015 en Bellator 145. A pesar de haber podido arrojar la rodilla de Brooks en la primera ronda, Brooks siguió adelante y ganó la pelea por decisión unánime para retener el Campeonato Ligero de Bellator.
El 14 de mayo de 2016, Brooks recibió su liberación de Bellator MMA, dejando vacante su campeonato de peso ligero.

### Ultimate Fighting Championship
El 15 de junio de 2016, se anunció que Brooks había firmado un acuerdo de seis peleas con la UFC. Hizo su debut promocional contra Ross Pearson el 8 de julio de 2016, en The Ultimate Fighter 23 Finale. Brooks ganó la pelea por decisión unánime.
Brooks enfrentó a Alex Oliveira el 1 de octubre de 2016 en UFC Fight Night 96. La pelea tuvo lugar con un peso de 161.5 libras, ya que Oliveira perdió peso. Brooks perdió la pelea a través de KO en la tercera ronda.
Brooks iba a enfrentarse a Nik Lentz el 7 de octubre de 2017 en UFC 216. Sin embargo, el combate fue cancelado durante el pesaje debido a que Lentz sufrió «problemas médicos» que hicieron que se le considerara no apto para competir. La pelea fue reprogramada y finalmente se llevó a cabo el 19 de noviembre de 2017 en UFC Fight Night 121. Brooks perdió por sumisión en el segundo asalto.

## Campeonatos y logros
- Bellator MMA
  - Campeón de peso ligero de Bellator (Una vez)
  - Campeón interino de peso ligero de Bellator (Una vez)
  - Ganador del torneo de peso ligero Season 9 de Bellator (Una vez)

## Récord en artes marciales mixtas
| Récord profesional | Récord profesional | Récord profesional |
| 32 peleas          | 26 victorias       | 5 derrotas         |
| ------------------ | ------------------ | ------------------ |
| Nocaut             | 7                  | 2                  |
| Sumisión           | 6                  | 3                  |
| Decisión           | 13                 | 0                  |
| Sin resultado      | 1                  | 1                  |

| Resultado | Récord | Oponente             | Método                      | Evento                                                    | Fecha                    | Ronda | Tiempo | Localización             | Notas                                                   |
| --------- | ------ | -------------------- | --------------------------- | --------------------------------------------------------- | ------------------------ | ----- | ------ | ------------------------ | ------------------------------------------------------- |
| Derrota   | 20–5–1 | Gleison Tibau        | Sumisión (guillotine choke) | Battlefield FC 2                                          | 27 de julio de 2019      | 1     | 3:34   | Macau                    |                                                         |
| Empate    | 20–4–1 | Rashid Magomedov     | Empate (unánime)            | PFL 9                                                     | 13 de octubre de 2018    | 2     | 5:00   | Long Beach, California   |                                                         |
| Victoria  | 20–4   | Robert Watley        | Decisión (unánime)          | PFL 5                                                     | 2 de agosto de 2018      | 3     | 5:00   | Uniondale, New York      |                                                         |
| Victoria  | 19–4   | Luiz Firmino         | Decisión (unánime)          | PFL 2                                                     | 21 de junio de 2018      | 3     | 5:00   | Chicago, Illinois        |                                                         |
| Derrota   | 18–4   | Nik Lentz            | Sumisión (guillotine choke) | UFC Fight Night: Werdum vs. Tybura                        | 18 de noviembre de 2017  | 2     | 2:05   | Sídney                   |                                                         |
| Derrota   | 18–3   | Charles Oliveira     | Sumisión (rear naked choke) | UFC 210                                                   | 8 de abril de 2017       | 1     | 2:30   | Buffalo, Nueva York      |                                                         |
| Derrota   | 18–2   | Alex Oliveira        | KO (golpes)                 | UFC Fight Night: Lineker vs. Dodson                       | 1 de octubre de 2016     | 3     | 3:30   | Portland, Oregón         |                                                         |
| Victoria  | 18–1   | Ross Pearson         | Decisión (unánime)          | The Ultimate Fighter: Team Joanna vs. Team Cláudia Finale | 8 de julio de 2016       | 3     | 5:00   | Las Vegas, Nevada        |                                                         |
| Victoria  | 17–1   | Marcin Held          | Decisión (unánime)          | Bellator 145                                              | 6 de noviembre de 2015   | 5     | 5:00   | San Luis, Misuri         | Defendió el campeonato de peso ligero de Bellator.      |
| Victoria  | 16–1   | Dave Jansen          | Decisión (unánime)          | Bellator 136                                              | 10 de abril de 2015      | 5     | 5:00   | Irvine, California       | Defendió el campeonato de peso ligero de Bellator.      |
| Victoria  | 15–1   | Michael Chandler     | TKO (golpes)                | Bellator 131                                              | 15 de noviembre de 2014  | 4     | 3:48   | San Diego, California    | Ganó el vacante campeonato de peso ligero de Bellator.  |
| Victoria  | 14–1   | Michael Chandler     | Decisión (dividida)         | Bellator 120                                              | 17 de mayo de 2014       | 5     | 5:00   | Southaven, Mississippi   | Ganó el campeonato interino de peso ligero de Bellator. |
| Victoria  | 13–1   | Alexander Sarnavskiy | Decisión (unánime)          | Bellator 109                                              | 1 de octubre de 2011     | 1     | 3:00   | Washington D. C.         |                                                         |
| Victoria  | 12–1   | Saad Awad            | Decisión (unánime)          | Bellator 105                                              | 25 de octubre de 2013    | 3     | 5:00   | Río Rancho, Nuevo México |                                                         |
| Victoria  | 11–1   | John Alessio         | Decisión (unánime)          | Bellator 101                                              | 27 de septiembre de 2013 | 3     | 5:00   | Portland, Oregón         |                                                         |
| Victoria  | 10–1   | Cris Leyva           | TKO (golpes)                | Bellator 97                                               | 31 de julio de 2013      | 3     | 2:20   | Río Rancho, Nuevo México |                                                         |
| Derrota   | 9–1    | Saad Awad            | KO (golpes)                 | Bellator 91                                               | 28 de febrero de 2013    | 3     | 5:00   | Río Rancho, Nuevo México |                                                         |
| Victoria  | 9–0    | Ricardo Tirloni      | Decisión (unánime)          | Bellator 87                                               | 31 de enero de 2013      | 3     | 5:00   | Mount Pleasant, Míchigan |                                                         |
| Victoria  | 8–0    | Satoru Kitaoka       | TKO (golpes)                | Dream 18                                                  | 31 de diciembre de 2012  | 2     | 3:46   | Saitama                  |                                                         |
| Victoria  | 7–0    | Drew Dober           | Decisión (unánime)          | Disorderly Conduct: The Yin & The Yang                    | 10 de agosto de 2012     | 3     | 5:00   | Omaha, Nebraska          |                                                         |
| Victoria  | 6–0    | Tory Bogguess        | TKO (golpes)                | XFO 44                                                    | 16 de junio de 2012      | 1     | 4:20   | Hoffman Estates          |                                                         |
| Victoria  | 5–0    | Ryan Bixler          | Sumisión (rear naked choke) | Chicago Cagefighting Championship IV                      | 15 de octubre de 2011    | 2     | 1:00   | Villa Park, Illinois     |                                                         |
| Victoria  | 4–0    | Joseph Richardson    | Sumisión (armbar)           | XFO 41                                                    | 3 de septiembre de 2011  | 1     | 3:49   | Island Lake, Illinois    |                                                         |
| Victoria  | 3–0    | Bobby Reardanz       | Sumisión (triangle choke)   | MCC 13: Contenders                                        | 13 de mayo de 2011       | 3     | 1:29   | Hoffman Estates          |                                                         |
| Victoria  | 2–0    | Guillermo Serment    | Sumisión (rear naked choke) | Chicago Cagefighting Championship III                     | 5 de marzo de 2011       | 2     | 0:45   | Villa Park, Illinois     |                                                         |
| Victoria  | 1–0    | J.R. Hines           | TKO (golpes)                | XFO 38                                                    | 22 de enero de 2011      | 1     | 2:09   | Woodstock, Illinois      |                                                         |